# Havekarse
Havekarse (Lepidium sativum) eller karse er en étårig plante, der bruges som krydderurt i vestlig madlavning. Andre steder i verden betragtes den som et plagsomt og invasivt ukrudt.

## Beskrivelse
Havekarse er en étårig, urteagtig plante med en stiv opret vækst. Stænglen er rund i tværsnit, hårløs og dækket af en tynd, blålig dug. Øverst forgrener stænglen sig med nogle få sideskud. De små blomster er samlet i endestillede, aksagtige stande. De enkelte blomster er 4-tallige og regelmæssige med hvide eller rosa kronblade. Frugterne er ægformede sammentrykte skulper med få frø.
Rodsystemet er en kraftig pælerod med mange, tynde siderødder.
Højde x bredde og tilvækst: 0,50 x 0,25 m (50 x 25 cm/år).

## Hjemsted
Arten har sin naturlige udbredelse fra Ægypten og Etiopien via Mellemøsten og Iran til Pakistan. Den foretrækker lysåbne voksesteder med en jord, der er fugtig i foråret, men som i øvrigt er tør og veldrænet.
I Tehsil Shakargarh District Narowal i Pakistan vokser arten som markukrudt sammen med bl.a. agersvinemælk, almindelig fuglegræs, almindelig svinemælk, almindelig ærteblomst, Asphodelus tenuifolius (en art af affodil), bladløs fladbælg, burresnerre, Fumaria indica (en art af jordrøg), giftig rajgræs, hestebønne, indisk stenkløver, liden ravnefod, Orobanche aegyptiaca (en art af gyvelkvæler) og rød arve.

## Aktive stoffer
Alle dele af planten indeholder de smagsgivende stoffer, ethylisothiocyanat, benzylisothiocyanat og phenylacetonitril (benzylcyanid), og desuden betydelige mængder folsyre, c-vitamin, jern og kalcium.

## Anvendelse
Planten anvendes næsten udelukkende i kimstadiet som smagsgiver og "grønt drys" på mange kolde kødretter og smørrebrød som æggemad, rejemad og kartoffelmad.
Karsen kan let dyrkes i eget køkken ved at lægge letspredte karsefrø på et lag af gennemfugtet bomuldsvat eller køkkenrulle, der vandes regelmæssigt, til karsen er spiseklar på en lille uges tid.

| Portal | Portal:Botanik |